# Józef Gruszka (1890–1937)

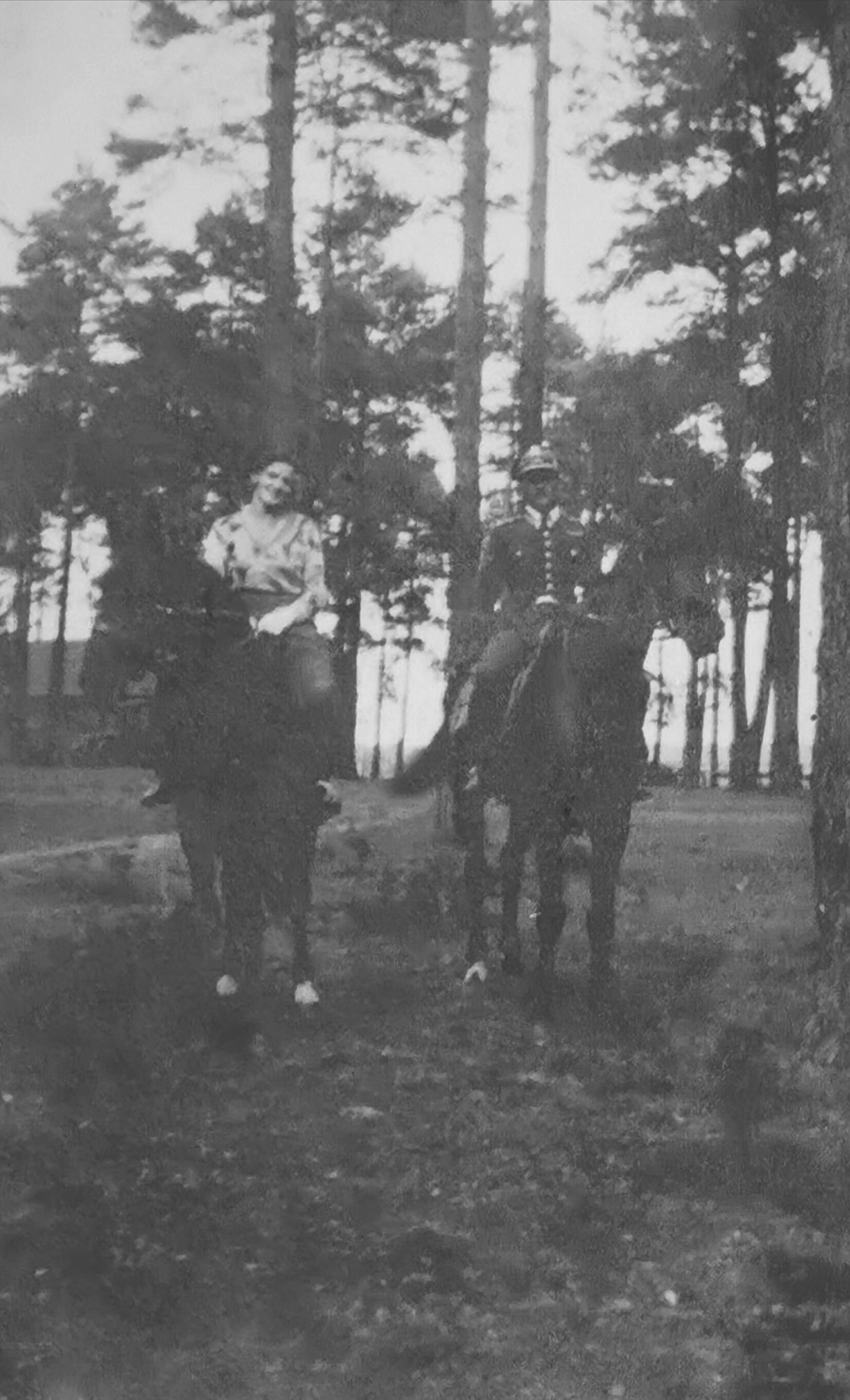
Pułkownik Józef Gruszka z żoną Lidią, rok 1931

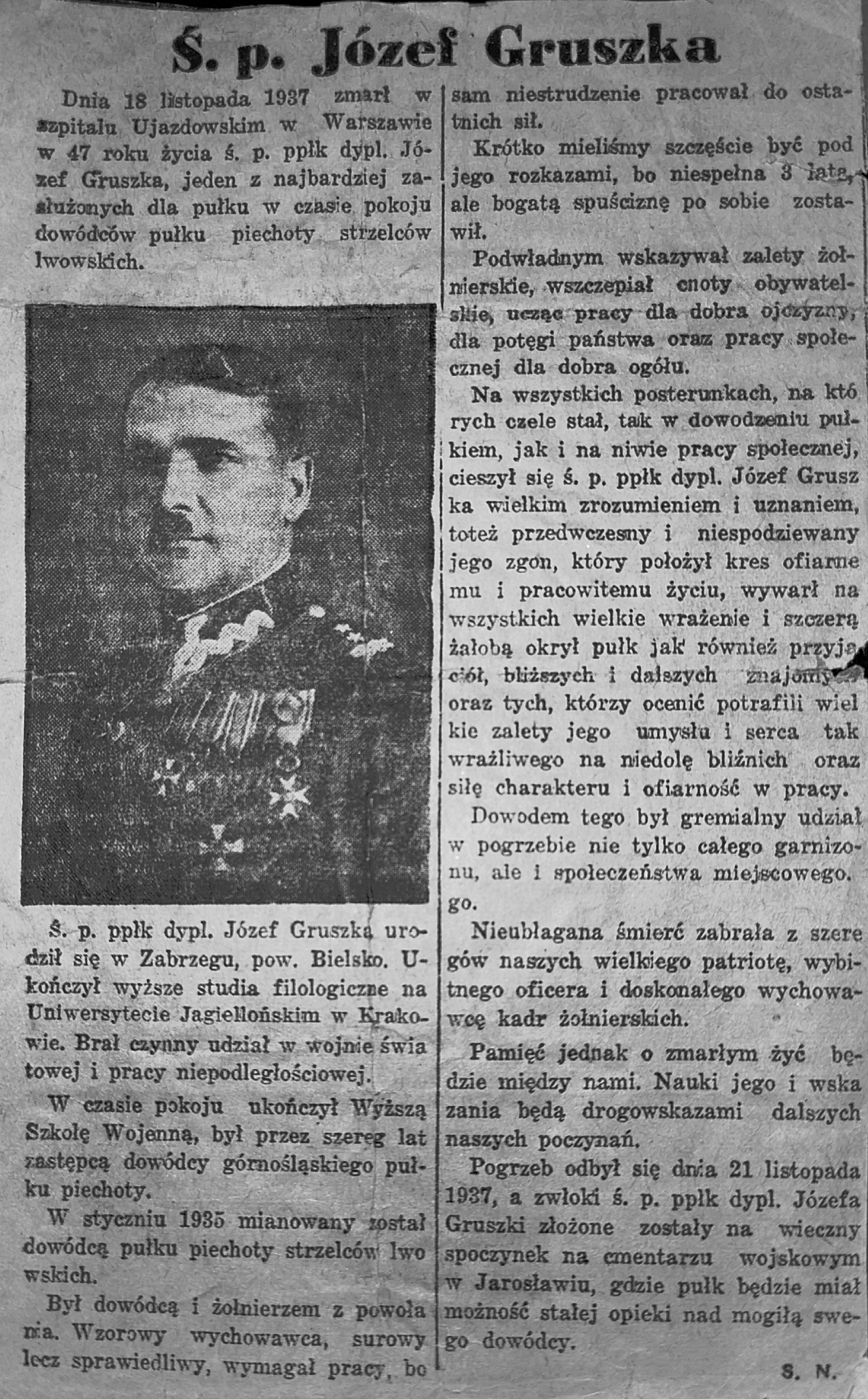
Wspomnienie pośmiertne

Józef Gruszka (ur. 5 maja 1890 w Zabrzegu, zm. 18 listopada 1937 w Warszawie) – podpułkownik dyplomowany piechoty Wojska Polskiego.

## Życiorys
Urodził się 5 grudnia 1890 roku w Zabrzegu. Ukończył wyższe studia filologiczne na Uniwersytecie Jagiellońskim. 19 lutego 1919 roku został przyjęty do Wojska Polskiego z dniem 1 listopada 1918 roku, z zatwierdzeniem posiadanego stopnia porucznika ze starszeństwem z 1 sierpnia 1916 roku i przydzielony do Dowództwa Powiatu Nowy Sącz na stanowisko adiutanta. 6 marca 1919 roku otrzymał przydział do Tymczasowych Kursów Pedagogicznych przy Departamencie Szkolnictwa Wojskowego Ministerstwa Spraw Wojskowych w Warszawie.
1 czerwca 1921 roku pełnił służbę w Dowództwie Miasta Warszawy, a jego oddziałem macierzystym był wówczas 1 pułk Strzelców Podhalańskich. W tym samym roku został przydzielony do Wyższej Szkoły Wojennej w Warszawie, w charakterze słuchacza I Kursu Normalnego 1921–1923. 3 maja 1922 roku został zweryfikowany w stopniu kapitana ze starszeństwem z dniem 1 czerwca 1919 roku i 117. lokatą w korpusie oficerów piechoty, a jego oddziałem macierzystym był w dalszym ciągu 1 pułk Strzelców Podhalańskich. Z dniem 1 października 1923 roku, po ukończeniu kursu i otrzymaniu dyplomu naukowego oficera sztabu generalnego, został przeniesiony do Oddziału I Sztabu Generalnego w Warszawie. Będąc słuchaczem Wyższej Szkoły Wojennej, a następnie pełniąc służbę sztabową pozostawał oficerem nadetatowym 4 pułku Strzelców Podhalańskich w Cieszynie. 31 marca 1924 roku został awansowany na majora ze starszeństwem z dniem 1 lipca 1923 roku i 48. lokatą w korpusie oficerów piechoty. Z dniem 2 stycznia 1929 roku został przeniesiony z Oddziału I Sztabu Generalnego do 75 pułku piechoty w Chorzowie na stanowisko dowódcy batalionu. 24 grudnia 1929 roku został awansowany na podpułkownika ze starszeństwem z dniem 1 stycznia 1930 roku i 6. lokatą w korpusie oficerów piechoty. 21 stycznia 1930 roku otrzymał przeniesienie do 74 pułku piechoty w Lublińcu na stanowisko zastępcy dowódcy pułku. 22 grudnia 1934 roku został dowódcą 39 pułku piechoty Strzelców Lwowskich w Jarosławiu.
Zmarł 18 listopada 1937 roku w szpitalu Ujazdowskim w Warszawie. Pochowany 21 listopada 1937 roku na cmentarzu wojskowym w Jarosławiu.
Był żonaty z Lidią.

## Ordery i odznaczenia
- Krzyż Kawalerski Orderu Odrodzenia Polski (10 listopada 1928)[11]
- Złoty Krzyż Zasługi
- Srebrny Krzyż Zasługi (16 marca 1928)[12]